# Atez
Atez település Spanyolországban, Navarra autonóm közösségben. Atez Juslapeña, Imotz, Ultzama és Odieta községekkel határos. Lakosainak száma 216 fő (2024).

## Népesség
A település népessége az elmúlt években az alábbi módon változott:
| Lakosok száma | 221  | 230  | 245  | 245  | 243  | 218  | 227  | 215  | 212  | 216  |
|               | 2001 | 2004 | 2007 | 2009 | 2012 | 2014 | 2017 | 2019 | 2022 | 2024 |